# Fockea
Fockea Endl., 1839 è un genere di piante appartenente alla famiglia delle Apocinacee (sottofamiglia Asclepiadoideae), diffuso in Africa.

## Tassonomia
Il genere comprende le seguenti specie:
- Fockea angustifolia K.Schum.
- Fockea capensis Endl.
- Fockea comaru (E.Mey.) N.E.Br.
- Fockea edulis (Thunb.) K.Schum.
- Fockea multiflora K.Schum.
- Fockea sinuata (E.Mey.) Druce